# Palacio de Congresos de Badajoz
El Palacio de Congresos de Badajoz "Manuel Rojas" es un edificio de Badajoz inaugurado en 2006 y construido en el interior del Baluarte de San Roque, del siglo XVII. El palacio es obra del estudio de arquitectura SelgasCano, formado por los arquitectos José Selgas y Lucía Cano.
El edificio fue seleccionado para la exposición On site: new Architecture in Spain del MOMA, junto a otros 52 edificios, que presenta a lo más representativo de la nueva arquitectura española de los últimos 30 años. Desde su construcción se ha convertido en un auténtico símbolo de la vanguardia de Extremadura.
El palacio está levantado en el lugar donde se ubicaba la antigua Plaza de Toros de Badajoz (1859-2000), conocida por ser escenario de una de las mayores matanzas producidas durante la guerra civil española, la masacre de Badajoz, resultado de la represión ejercida por el Ejército sublevado contra civiles y militares defensores de la Segunda República española tras la toma de la ciudad de Badajoz por las fuerzas sublevadas contra la República en agosto de 1936.
Entre otros eventos, ha albergado la Gala 20.º Aniversario de la Medalla de Oro en Atlanta '96 en 2016.

## Controversia destrucción plaza de toros histórica
La construcción del palacio de congresos necesitaba la destrucción del antiguo edificio de la Plaza de toros que fue controvertida debido a motivos artístico-arquitectónicos (el edificio histórico estaba catalogado y con protección estructural) e históricos, puesto que fue escenario de hechos clave y simbólicos de la Represión franquista. Como consecuencia, se organizaron protestas como recogidas de firmas. El proyecto de eliminación del edificio histórico se ha atribuido a la iniciativa personal del expresidente de la Junta de Extremadura Rodríguez Ibarra.

## Historia del nombre
Denominado Palacio de Congresos de Badajoz "Manuel Rojas" a elección de la Junta de Extremadura, en honor a este alcalde pacense del PSOE. El Ayuntamiento de Badajoz, gobernado por el PP, no fue partidario de este nombre, y ambas instituciones entablaron una polémica durante meses acerca del nombre [cita requerida]. Finalmente se mantuvo el nombre que decidió la Junta de Extremadura, constructora del palacio.